# Giganten der Vorzeit
Giganten der Vorzeit (jap. 恐竜・怪鳥の伝説, Kyōryū Kaichō no Densetsu, englischer Titel: Legend of Dinosaurs and Monsterbirds) ist ein japanischer Monster- beziehungsweise Horrorfilm aus dem Jahr 1977. Regie führte Junji Kurata. Für den charakteristischen, James-Bond-artigen Soundtrack zeichnet Masao Yagi verantwortlich.

## Handlung
Japan im Jahr 1977: In Aokigahara in der Nähe des Bergs Fuji entdeckt die suizidgefährdete Miss Sutakami in einer Höhle riesige Eier, ohne zu wissen, dass diese Flugsaurier der Gattung Rhamphorhynchus beherbergen. Eine der Eierschalen bricht auf, und große, gelbe Augen starren der entsetzten Frau entgegen. Panisch läuft sie davon und im Wald arbeitenden Männern direkt in die Arme. Durch einen Bericht im Fernsehen wird auch der junge Geologe Takashi Ashizawa auf dieses Ereignis im Dorf Dzukai aufmerksam. Er ist fasziniert davon und wittert die Chance, sich zu profilieren. Kurzerhand verschiebt er seine Expedition nach Mexiko und reist an den Ort des Geschehens.
Die Anwohner des Gebietes verhalten sich indes seltsam. Sie weigern sich, Takashi zur besagten Höhle zu führen, und erzählen ihm Geschichten über mysteriöse Vorkommnisse in der Gegend. Takashi macht sich selbst auf den Weg, doch ein Erdbeben setzt ihn außer Gefecht. Er erwacht in der Hütte von Sohei Muku, einem alten Freund seines Vaters. Dieser kennt sich in der Gegend gut aus und unterstützt die Theorie, dass Dinosaurier noch existieren könnten, und dies wahrscheinlich sogar im lokalen Sai-See. Dort trifft Takashi auch auf seine Jugendliebe Akiko Osano, eine Unterwasserfotografin. Es entwickelt sich eine romantische Stimmung, die jedoch von urplötzlich auftretenden schleimigen Aalen massiv gestört wird.
Die Ereignisse beginnen sich zu überschlagen, als zwei Touristen plötzlich spurlos verschwinden und sich herausstellt, dass sie wahrscheinlich dem im See lebenden Ungeheuer zum Opfer gefallen sind, und zudem noch ein in einem Baum hängendes, kopfloses Pferd entdeckt wird. Dies bringt Takashi auf die Idee, dass es sich um einen langhalsigen Plesiosaurus handeln könnte. Als das jährliche Drachenfest am See stattfindet, machen sich zwei Störenfriede, die einheimischen Studenten Hiroshi und Susumu den Mythos zunutze, indem sie mit einer falschen Dinosaurier-Rückenflosse im See herumschwimmen und dadurch die Feiernden aufschrecken. Für beide endet das Spiel tödlich, der Plesiosaurus zieht sie in die Tiefe und frisst sie. Jiro, der Organisator des Ganzen rennt panisch zum Bürgermeister, um ihm zu berichten, was geschehen ist. Dieser glaubt ihm jedoch ebenso wenig wie die anderen Anwesenden. Allerdings hat der amerikanische Korrespondent Harold Tucker, dessen Hobby die Kryptozoologie ist, alles beobachtet und kann die Version des jungen Mannes bestätigen.
Inzwischen ist der Plesiosaurus auch schon an Land gesichtet worden. Während eines Tauchgangs von Akiko wird deren Freundin Yuki Segawa, die sich gerade auf dem mitgeführten Schlauchboot treiben lässt, von dem hungrigen Ungetüm angegriffen und lebendig in Stücke gerissen. Akiko selbst bekommt unmittelbar nichts von dem Vorfall mit, weil sie sich gerade unter Wasser befindet. Als sie wieder auftaucht, wird sie auf besonders drastische Weise mit den verstümmelten noch zu einer Reaktion fähigen Überresten ihrer Freundin konfrontiert.
Während einer Pressekonferenz erläutert Takashi den Anwesenden die Schlussfolgerung seines Vaters Bunkichi, der zufolge das Auftreten dieser Monster einen bevorstehenden Ausbruch des Fujiyama bedeuten könnte. Sein Vater, ein Paläontologe, sei zudem immer der Überzeugung gewesen, dass auf der Erde immer noch Dinosaurier leben könnten. Takashi möchte nun beweisen, dass sein Vater mit seinen kontroversen Theorien recht hatte. Einer der Anwesenden ist zudem der Überzeugung, dass dort, wo ein Plesiosaurus auftritt, auch ein Rhamphorhynchus nicht weit sei.
Takashi will das Ungeheuer nun unbedingt mit eigenen Augen sehen. Da er damit rechnet, dass Akiko versuchen wird, ihn aufzuhalten, lässt er vorsorglich die Luft aus ihrem Sauerstofftank. Als sie ihn dennoch nicht gehen lassen will, ohrfeigt er sie, allerdings nur, weil er sie auf keinen Fall in Gefahr wissen möchte. Dann jedoch, Takashi ist bereits unter Wasser, erfährt Akiko, dass die Behörden Sprengkörper im See einsetzen wollen, um das Ungeheuer zum Vorschein zu bringen. Kurzerhand entschließt sie sich daraufhin, Takashi nun doch zu folgen. Anstatt sich und ihn aber in Sicherheit zu bringen, hilft sie ihm bei der Suche nach dem Plesiosaurus. Gemeinsam entdecken sie eine kleine, mit Leichen gepflasterte Unterwasserhöhle. Sie führt zu jener Höhle, in der die Frau die besagten riesigen Eier entdeckt hatte, die sich immer noch dort befindet. Zu Takashis Entsetzen finden sie dort auch die Leiche von Shohei Muku. Der Flugsaurier indes verlässt nun endgültig seine Eihülle und beginnt, die Leute an Land zu terrorisieren. Ein Missgeschick führt dazu, dass sich die Menschen, die sich in der Nähe des Sprengstoffs befinden, selbst in die Luft sprengen, da jemand versehentlich auf die lagernden Reste des Sprengstoff geschossen hat.
Takashi und Akiko finden den Ausgang der Höhle, werden jedoch bereits von dem hungrigen Plesiosaurus erwartet, der auf seine Beute lauert. Glücklicherweise taucht der Rhamphorhynchus auf, und die beiden „Giganten der Vorzeit“ liefern sich ein erbittertes Gefecht. Gleichzeitig kommt es tatsächlich zu einer Eruption des Fujiyama. Der Boden unter Takashi und Akiko bricht auseinander. Akiko kann sich gerade noch an einem Baumstamm festkrallen, der über dem geöffneten Spalt in der Erde festhängt. Nachdem es Takashi unter großen Mühen gelungen ist, sie zu erreichen, finden sich ihre Hände. Dennoch scheint ihre Situation an einem schwelenden Baumstamm hängend, unter sich die glutheiße Lava, ausweglos zu sein.

## Produktion

### Produktionsnotizen

Fuji vom Shōji-See aus, dazwischen der Berg Ōmuro, Gebiet, in dem u. a. gedreht wurde

Produziert wurde der Film von der Toei Company, die in Japan auch den Vertrieb übernahm. Die Filmaufnahmen fanden unter anderem in den Toei Studios und vor Ort am Fuji statt. Die Dreharbeiten begannen am 12. Oktober 1976 und endeten sechs Monate später am 21. März 1977. In der Bundesrepublik Deutschland wurde der Film 1977 von der Cinerama Filmgesellschaft MBH und 2007 von Retrofilm vermarktet. Inspiriert wurde Giganten der Vorzeit von dem Thriller Der weiße Hai sowie ähnlichen Filmen aus den USA. Die Produktionskosten für den Film beliefen sich auf 750 Millionen Yen (2,8 Millionen US-Dollar), was inflationsbereinigt etwa 12 Millionen US-Dollar entspricht.
Von den 750 Millionen Yen wurden allein 150 Millionen Yen für die Spezialeffekte verbraucht. Toeis Studio in Kyoto baute einen 24-Meter-Pool für die Wasserszenen.
In der Sowjetunion wurde der Film seinerzeit zu einer Art Kultfilm. Er war der einzige japanische Monsterfilm der dort vor den 1990er-Jahren veröffentlicht wurde. Mit 48,7 Millionen Zuschauern belegte er Rang 19 in der Liste der umsatzstärksten ausländischen Filme aller Zeiten an der sowjetischen Abendkasse.

### Deutsche Version
Sowohl die stark gekürzte deutsche Kinoversion als auch die japanische Originalversion wurden von dem Label Retrofilm auf DVD veröffentlicht. Retrofilm gab den Film mit einer deutschen Tonspur und deutschen Untertiteln sowie in der Originallänge von 89 Minuten in einer Special Edition am 21. September 2007 heraus.
Für die Veröffentlichung in Deutschland wurde der Film sowohl handlungsmäßig als auch an einigen Stellen im Soundtrack angepasst. Der Großteil des Intros wurde gekürzt, sodass ein Teil der Rahmenhandlung verloren geht. So wird in der deutschen Fassung unter anderem der Arbeitgeber der Hauptfigur Takashi nicht gezeigt, was auch die Gespräche Ashizawas mit ihm beinhaltet. Die Kürzungen beschränken sich zum Großteil auf Handlungsszenen, nicht auf Gewaltszenen. Wie damals bei japanischen Science-Fiction-Produktionen üblich, wollte man den Fokus wohl eher auf die Actionszenen setzen. Beim Soundtrack wurde versucht, eine etwas mehr bedrohliche Atmosphäre zu schaffen als in der originalen japanischen Version. Als Akiko beispielsweise an einem umgeknickten Baum hängend, um ihr Leben kämpft, während der Plesiosaurus in die Tiefe stürzt, läuft in der japanischen Fassung ein Popsong, während in der deutschen Kinofassung Geräusche eines Vulkanausbruchs und des Kampfes ums Überleben zu hören sind. Durch diese Änderungen kommt der Film deutlich ernster daher als in der Originalfassung. Zudem fielen auch einige humoristische Szenen der Schere zum Opfer.

### Erstaufführungen
- Japan: 29. April 1977
- Bundesrepublik Deutschland: 5. August 1977
- Vereinigte Staaten von Amerika: 12. Oktober 1977

Veröffentlicht wurde der Film zudem in Frankreich, in Italien, in der Sowjetunion und in der Türkei. Der englische beziehungsweise weltweite Titel lautet Legend of Dinosaurs and Monster Birds, der Syndizierungstitel The Legend of the Dinosaurs.

## Dinosaurier

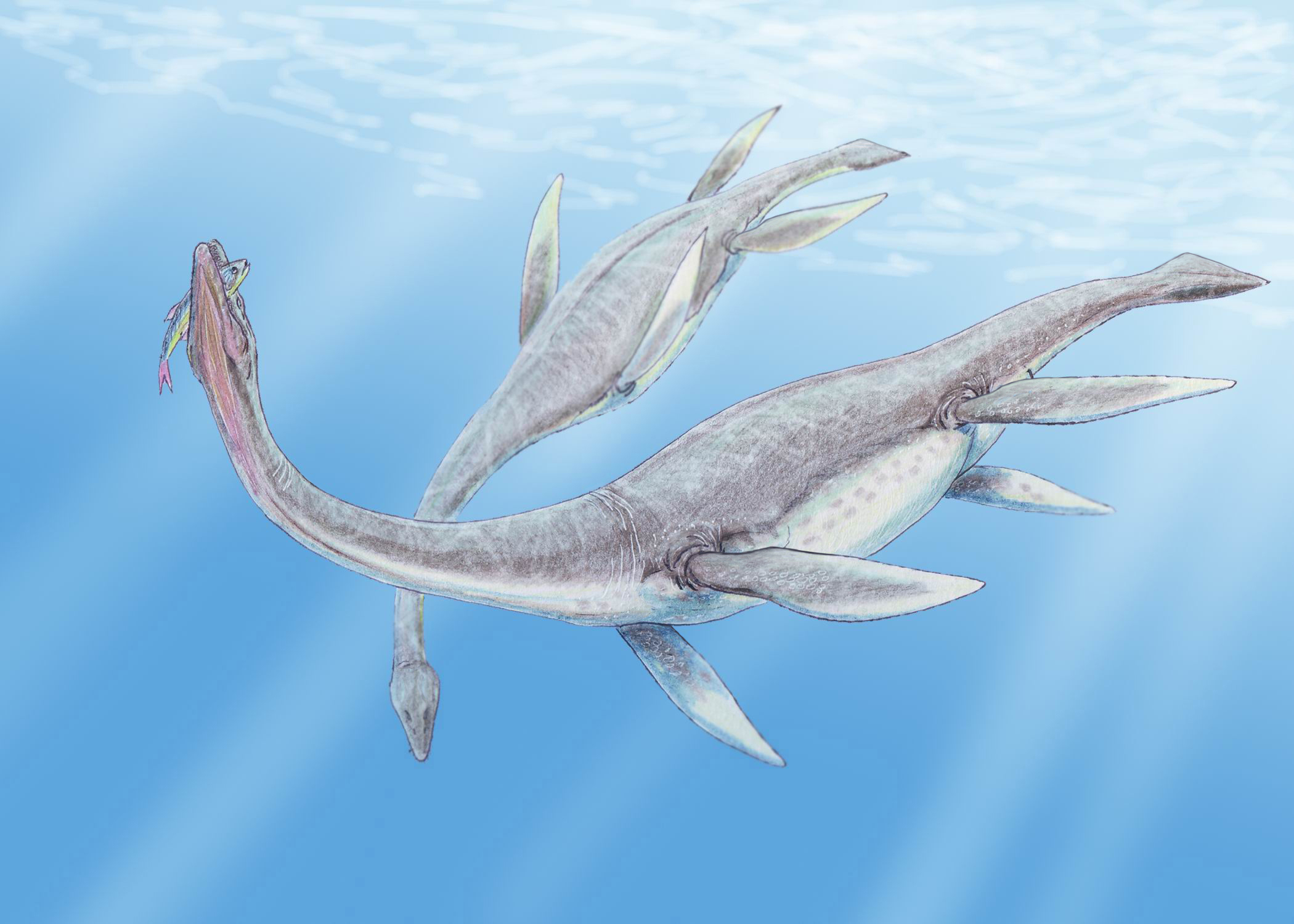
Lebendrekonstruktion von Plesiosaurus dolichodeirus.

Beim Plesiosaurus handelt es sich um eine ausgestorbene Gattung langhalsiger Meeresreptilien. Sie lebten in der späten Kreidezeit und wurden etwa 14 Meter lang sowie 7 Meter hoch. Ihr Gewicht lag bei 450 Kilogramm. Der Hals der Tiere war stark verlängert und bestand aus vierzig Halswirbeln. Der Schädel war verhältnismäßig klein, das Gebiss bestand aus spitz zulaufenden Zähnen. Plesiosaurier erreichten eine Länge von maximal 3,5 Metern. Ihre Nahrung bestand zum Großteil aus Fischen, kleinen Wassersauriern und Ammoniten.
Im Film wurde der Plesiosaurus von Misao in Form mehrerer Puppen geschaffen mit verschiedenen Kostümen. Fuminori Ohashi war für den lebensgroßen Kopf und die Flossen des Monsters verantwortlich. Die Fertigung nahm etwa vier Monate in Anspruch und wurde von fünf Personen durchgeführt. Ohashi überwachte zudem die gesamten Modellierungsarbeiten.

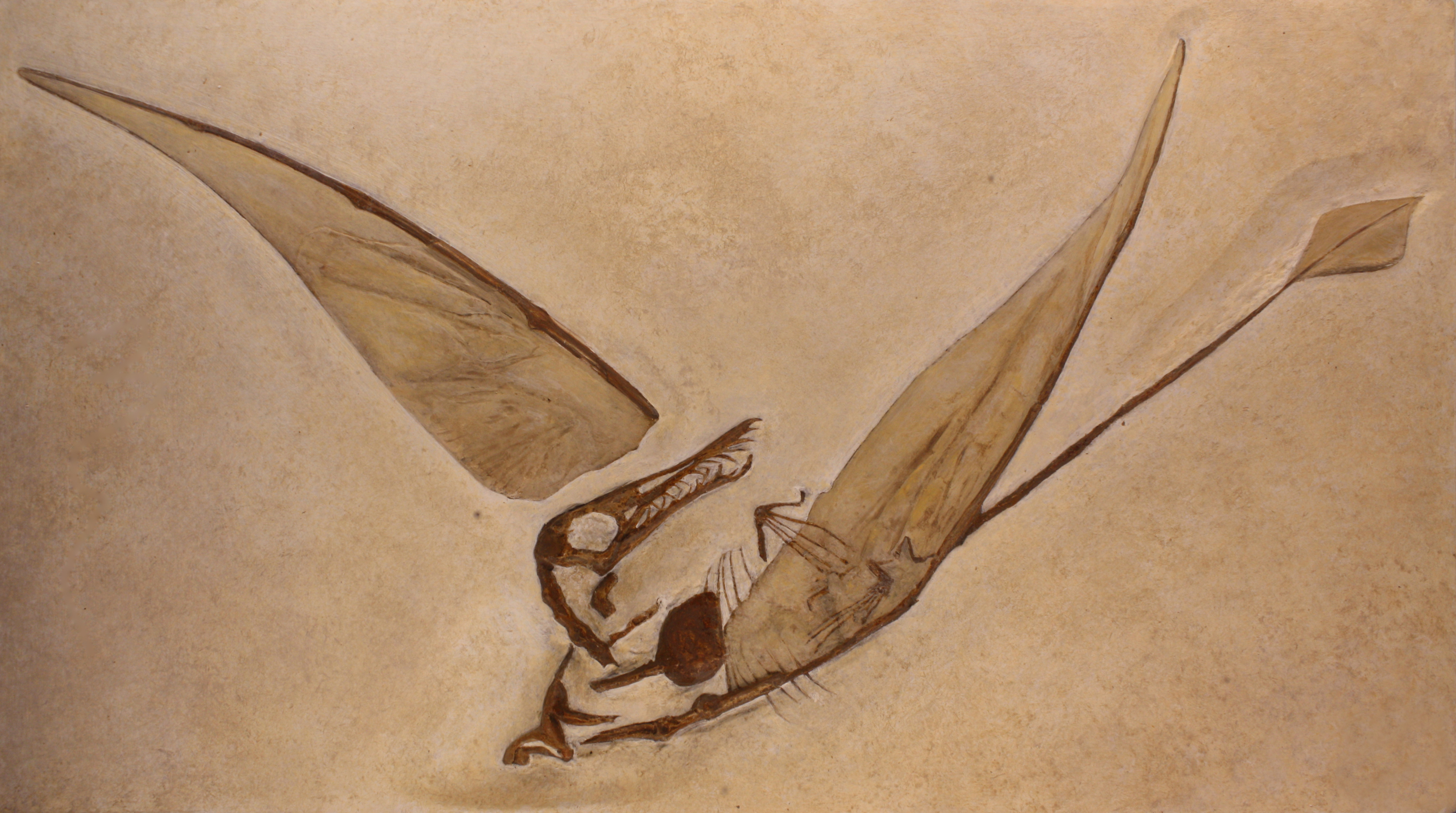
Nachbildung eines Rhamphorhynchus

Beim Rhamphorhynchus handelt es sich um eine Gattung langschwänziger Flugsaurier aus dem Oberjura. Ihre Flügelspannweite lag bei 1,80 Meter, sie waren etwa 1,25 Meter lang und ihr Gewicht betrug um die zwei Kilogramm. Die Tiere besaßen einen langen durch Bänder versteiften Schwanz, an dessen Ende ein rautenförmiges Hautsegel dazu diente, die Steuerung in der Luft zu unterstützen. Der Oberkiefer enthielt zwanzig, der Unterkiefer vierzehn relativ große, nach vorn gerichtete Zähne. Es ist wahrscheinlich, dass die Flugsaurier sich hauptsächlich von Fischen ernährten.
Im Film besteht der Rhamphorhynchus aus einer Marionette, deren Einzelteile in Originalgröße modelliert worden waren.

## Kritik
Das Lexikon des internationalen Films stellte fest: „Naiv-spannendes Urweltabenteuer aus Japan – mit Anleihen bei Katastrophenfilmen und einigen Schockeffekten, die starke Nerven erfordern.“
Evgeny Nefyodov bewertete den Film für AllOfCinema und meinte, der Titel solle nicht wörtlich genommen werden. Die Künstler hätten gewissenhaft daran gearbeitet, beeindruckende Kreaturen zu erschaffen. Der Höhepunkt des Kampfes zweier Feinde nicht um das Leben, sondern um den Tod, werde auf einem hohen (natürlich für diese Zeit) technischem Niveau gefilmt, enthalte eine angemessene Menge an Spannung und sei mäßig naturalistisch. Bemängelt wurde die Musikuntermalung im Originalfilm immer dann, wenn eine alarmierende Situation eintrete. Zusammen mit anderen Fehleinschätzungen des Regisseurs verderbe das die Stimmung gründlich.
Mark Hodgson von der Seite Black Hole verriet, dass er von klassischen japanischen Fantasy-Filmen, auch Riesenmonsterfilmen, wirklich beeindruckt sei, dies sei jedoch keiner von ihnen. Stattdessen biete sich dem Zuschauer ein verwirrend schlechter Abklatsch auf den weißen Hai mit einem Dinosaurier anstelle des Hais. Auch Hodgson war der Meinung, dass in diesem Film die Musik so schlecht eingesetzt werde, wie in keinem anderen Film, soweit er sich erinnern könne. Dies sein einfach einer der schlimmsten japanischen Monsterfilme aller Zeiten. Für Fans von schlechten Filmen, die so durchweg schlecht seien, dass sie schon wieder Spaß machen würden, könnte dieser Film jedoch etwas sein.
Matt Martell schrieb, die Produktionsfirma Toei hätte besser bei dem bleiben sollen, was sie am besten könne  – Sonny-Chiba-Actionfilme. In erster Linie sei dieser Film eine unglaubliche Anleihe beim weißen Hai. Er leihe sich nicht nur Ideen aus diesem Film, sondern bilde auch exakt einige von dessen Aufnahmen und Szenen nach. Was man sich jedoch nicht geliehen habe, sei das Tempo. Der Film trotte dahin und sei langweilig, mit viel Gerede und sehr wenig aufregenden Szenen. Abgesehen von einigen wenigen Action-Sequenzen sei der größte Teil des Monsterspaßes für die letzten 15 Minuten des Films reserviert.
Kevin Lyons wunderte sich auf der Seite The EOFFTV Review, dass dieser Film angeblich Toeis bisher teuerster gewesen sein soll, denn es sei schwer zu erkennen, wohin das Geld tatsächlich geflossen sei, sicherlich nicht zu den genannten Stars. Auch Lyons wunderte sich über den Soundtrack, der überhaupt nichts mit dem zu tun habe, was wir auf der Leinwand sehen würden, und den Eindruck erwecke, für einen ganz anderen Film komponiert worden zu sein, der nicht zustande gekommen sei, sodass Toei ihn hier verwendet habe, da dafür ja bezahlt worden war. Während die Heldin Akiko (Nobiko Sawa) um ihr Leben kämpfe, wird diese Aktion ohne erkennbaren Grund von einem schrecklichen Lied begleitet. Lyons wunderte sich, dass der Film ganz unerklärlicherweise in Russland zu einem Kassenschlager geworden sei. Wahrscheinlich sei das russische Publikum jener Zeit nach Monsterfilmen, egal wie schrecklich, ausgehungert gewesen.
Auf der Seite Schlombies Filmbesprechungen ist der Film mit „annehmbar“ vermerkt. Wie schon von anderen Kritikern wurde auch hier die Puppenanimation gerügt, die „eine Dreistigkeit“ sei. Erst recht, wenn man bedenke, wie früh bereits in dem Stummfilm Die verlorene Welt gezeigt worden sei, „wie toll man Dinosaurier zum Leben erwecken“ könne. Der Marionettenflugsaurier in diesem Film sei „schon ziemlich plump“ und erweise sich „keinesfalls als Highlight“. […] „Auch der obligatorishe Endkampf beider Saurier“ sei „etwas enttäuschend ausgefallen“. Am Ende bleibe nur „ein kleiner putziger Film, mit einer leicht zähen, aber gelungenen ersten Stunde“.
Mark Cole stellte auf der Seite Rivets on the Poster fest, dass das Studio Toei nie wirklich so viele Kaiju Eiga-Filme gedreht habe. Die Godzilla-Reihe sei gerade zum Stillstand gekommen und kein andere Kaijufilm gelaufen, als Toei sich entschlossen habe, uns einen dunkleren, grausameren Riesenmonsterfilm zu präsentieren, wobei die Szene mit dem Opfer, das nur mit dem Kopf an einem Arm hängend ins Boot gezogen worden sei, besonders hervorsteche. Der Film habe insgesamt einen düsteren und ernsten Ton, wobei die Monster nicht dem Tōhō-Standard entsprechen würden, was besonders in den letzten Szenen deutlich werde, in denen es so aussehe, als sei der Plesiosaurier mit großen quadratischen Stoffbahnen bedeckt. Der Film sei nicht so gut wie ein typischer Tōhō-Film, aber es handele sich dennoch um einen interessanten kleinen Film, der es trotz aller Bemühungen nicht geschafft habe, den Kaiju-Film vor dem Einbruch Mitte der Siebziger Jahre zu retten. Toei habe sich allerdings nie wieder an einem Kaiju-Film versucht.
Fred Anderson befasste sich auf der Seite Mother! Oh God, mother! mit dem Film  und meinte, die Filmfirma Toei, die beschlossen hatte, einen Kaiju-Film für ein erwachsenes Publikum zu machen, brachte dann diesen sehr seltsame Kombination zwischen Gummimonster-Horror, Arthouse, Katastrophenfilm, Hai-Plagiat und noch mehr Arthouse heraus. Immerhin sehr japanisch, so japanisch, dass ein gewöhnlicher Godzilla-Film im Vergleich schwedisch wirken könnte.